# Willehadi-Kirche (Wremen)

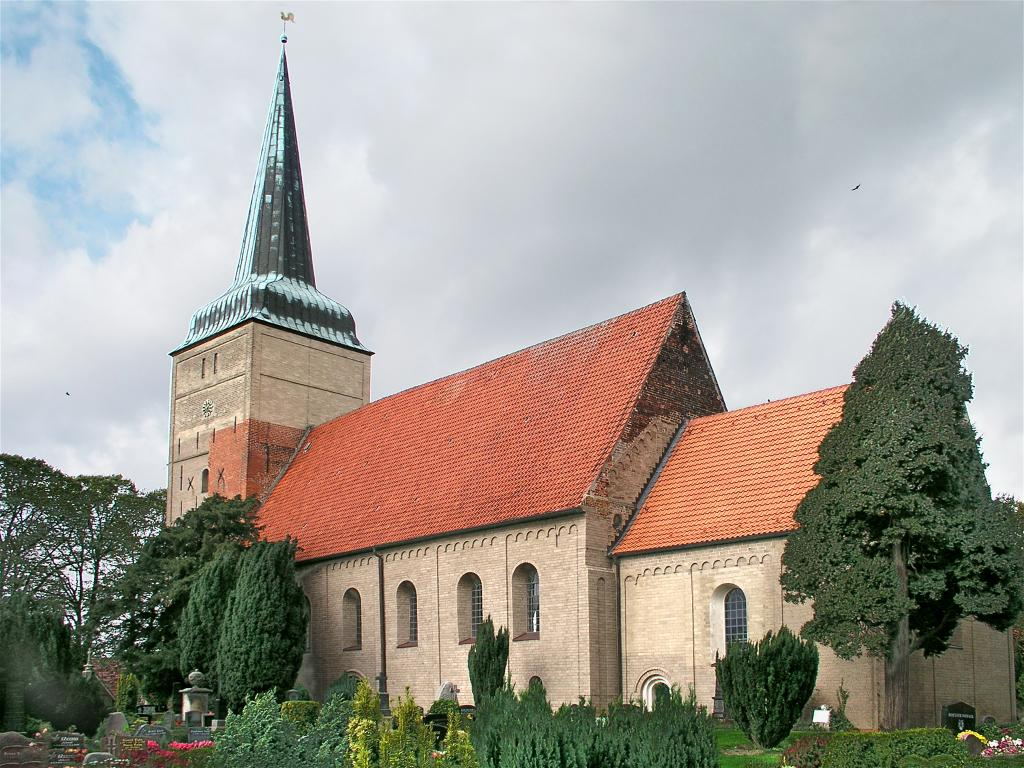
Die Willehadi-Kirche von Süden aus gesehen

Die Willehadi-Kirche in Wremen ist eine Wehrkirche aus der Zeit um 1200. Sie ist Willehad geweiht, dem Missionar und ersten Bremer Bischof. Die Kirche gilt als mächtigste und älteste Kirche in Wursten und ist neben der St.-Urbanus-Kirche in Dorum eine der Hauptkirchen des Landes. Sie wurde aus exakt behauenem rheinischem Tuffstein errichtet, dessen Transport über den Schiffsweg erfolgte. In der Größe und Ausstattung der Kirchen zeigt sich der damalige Wohlstand der Region.

## Bauwerk
Es handelt sich um einen einschiffigen Tuffsteinbau mit eingezogenem rechteckigem Chor. Während die Südwand des Schiffes in Backstein erneuert ist, ist die Nordwand ganz in Tuffstein erhalten. Seitenwände von Chor und Schiff sind durch Lisenen gegliedert. Unter der Traufe befindet sich ein Rundbogenfries.
Der Chor ist niedriger als das Kirchenschiff, das Chordach war ursprünglich flacher. Das kann man am Giebel sehen.

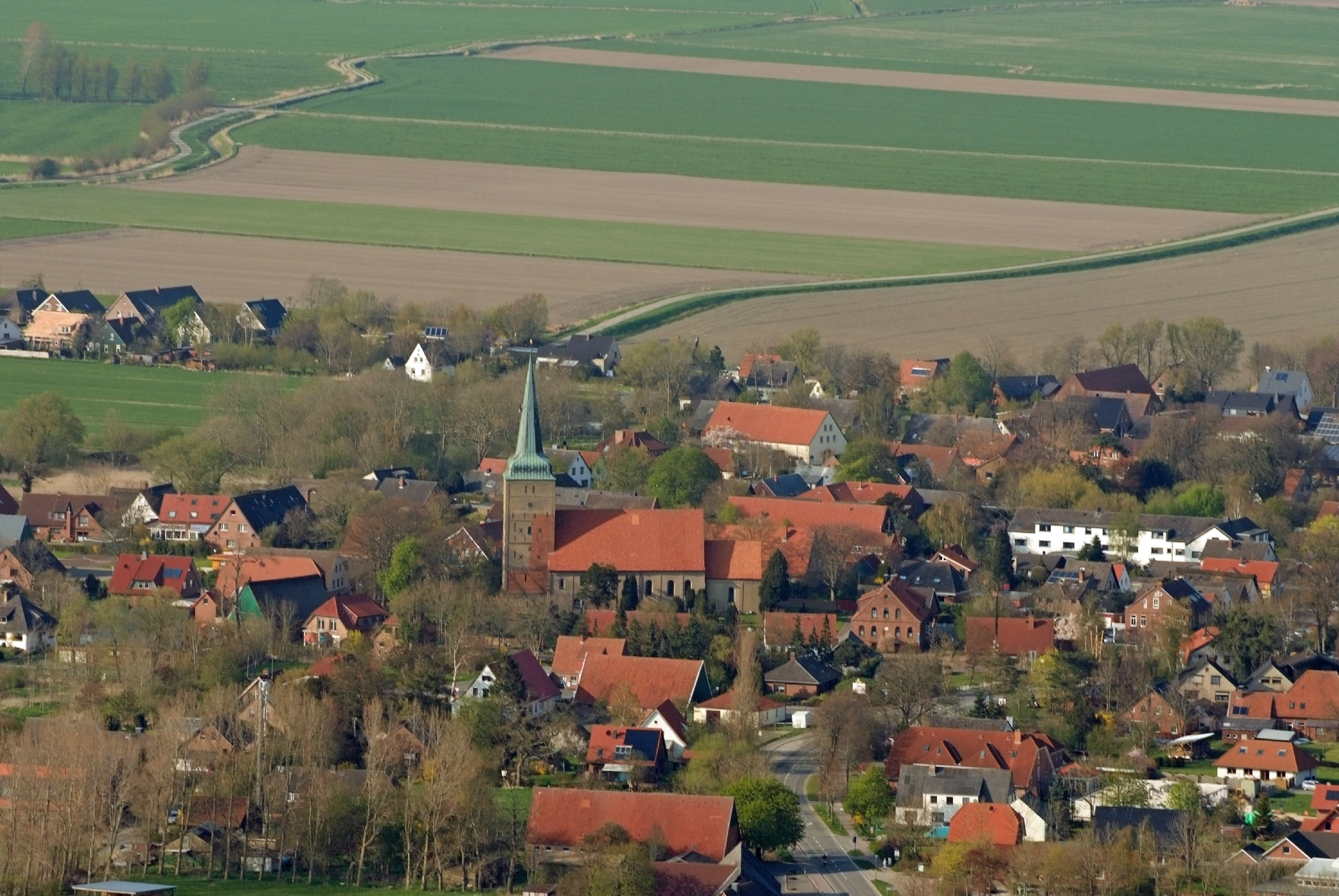
Luftbild 2013

Der wuchtige Westturm mit barocker Haube stammt ursprünglich aus dem 1. Viertel des 13. Jahrhunderts. Im Jahr 1914 wurde er aus militärischen Gründen bis auf die Höhe des Kirchendaches abgetragen. 1930 hat man ihn wieder aufgestockt. Die unterschiedlichen Steinfarben sind deutlich zu sehen.
Im Kirchturm hängt nur eine Schlagglocke der Gießerei Petit & Gebr. Edelbrock aus dem Jahr 2007. Die beiden Läuteglocken aus Bronze sind in einem Glockenstapel neben der Kirche untergebracht: 
- Die größere Glocke wurde 1967 von der Glocken- und Kunstgießerei Rincker in Sinn (Hessen) geschaffen; sie hat einen Durchmesser von 1430 mm und wiegt 1561 kg; der Schlagton ist d'+4.
- Die kleinere Glocke wurde von Christoph Haupner aus Stade gegossen; sie hat einen Durchmesser von 1315 mm und wiegt 1380 kg; der Schlagton ist e'+3.

## Inneres
Das Kirchenschiff ist von einer Balkendecke überspannt, deren Bemalung von 1737 stammt. Sie zeigt Medaillons mit Szenen aus dem Alten Testament. Außerdem finden sich Reste spätromanischer Ausmalungen.

### Peternell-Orgel

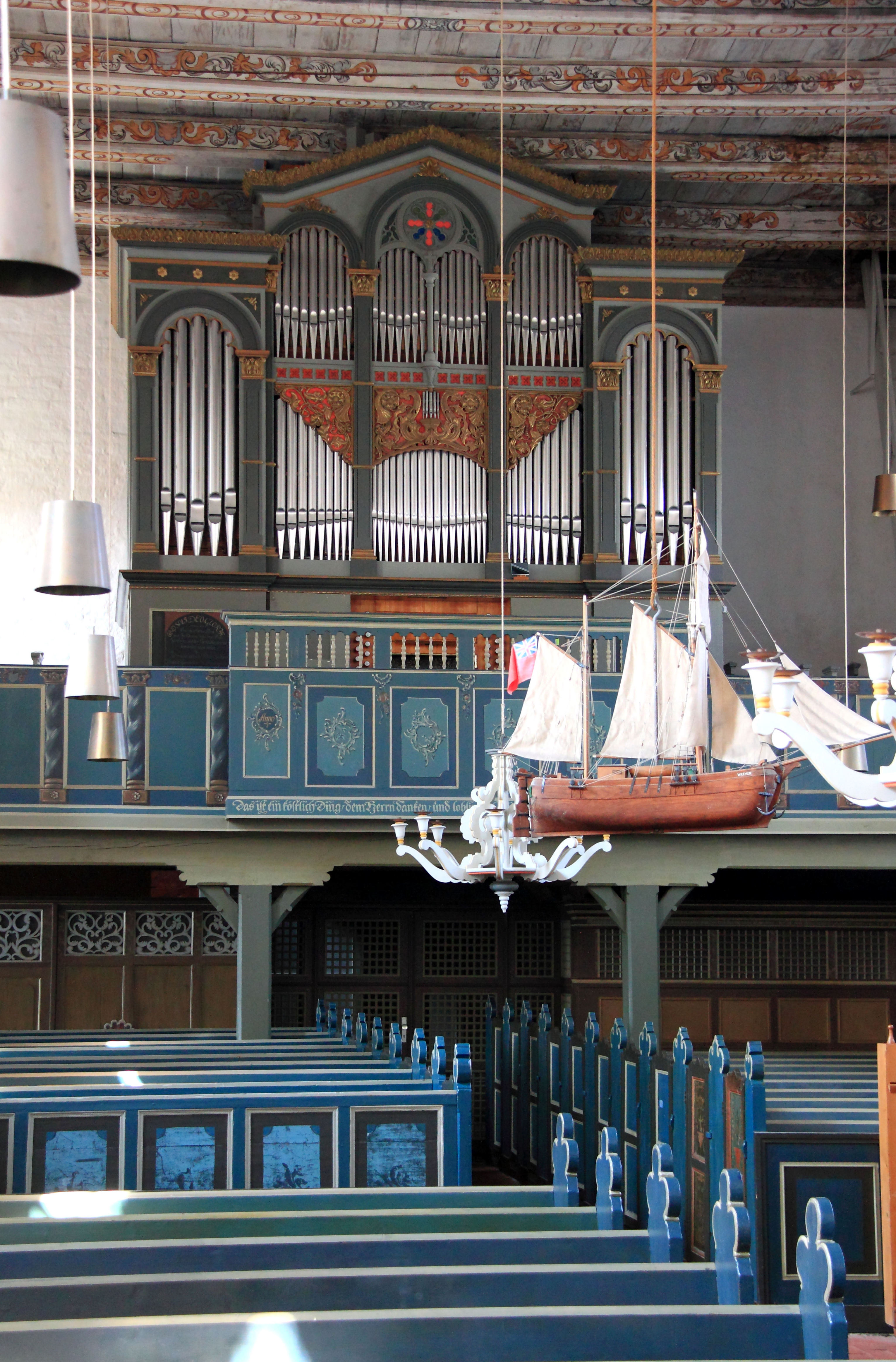
Blick auf die Orgel

Die Orgel wurde 1864 von den Orgelbauern Gebr. Carl, August und Wilhelm Peternell (Seligenthal) erbaut. Das Instrument wurde im Laufe der Zeit mehrfach überholt. Teilweise ging Pfeifenmaterial verloren. 1970 wurde das Instrument unter Denkmalschutz gestellt. Im Zuge einer umfassenden Restaurierung wurde das Instrument in den Jahren 1988–1991 umfassend überholt und weitgehend in den Ursprungszustand zurückversetzt, wobei das fehlende Pfeifenmaterial rekonstruiert wurde und die Prospektpfeifen neu gebaut wurden.
| I Hauptwerk C– |               |       |
| 1.             | Principal     | 8′    |
| 2.             | Quintatöne    | 16′   |
| 3.             | Violade-Gambe | 8′    |
| 4.             | Hohlflöte     | 8′    |
| 5.             | Trompete      | 8′    |
| 6.             | Octave        | 4′    |
| 7.             | Hohlflöte     | 4′    |
| 8.             | Quintflöte    | 2 ⁄3′ |
| 9.             | Octave        | 2′    |
| 10.            | Mixtur IV     | 1 ⁄3′ |

| II Oberwerk C– |                 |     |
| 11.            | Geigenprincipal | 8′  |
| 12.            | Lieblichgedackt | 16′ |
| 13.            | Salicional      | 8′  |
| 14.            | Harmonica       | 8′  |
| 15.            | Gemshorn        | 4′  |
| 16.            | Flöte dolce     | 4′  |
| 17.            | Liebl. Ged.     | 8′  |

| Pedal C– |              |     |
| 18.      | Posaunenbaß  | 16′ |
| 19.      | Violon       | 16′ |
| 20.      | Subbaß       | 16′ |
| 21.      | Principalbaß | 8′  |
| 22.      | Gedacktbaß   | 8′  |

- Koppeln: II/I, I/P
- Außerdem: Calcantenwecker

### Weitere Ausstattung
- Der barocke Altaraufsatz aus dem Jahre 1709 von Jacob Helmerß[2]
- Taufbecken von 1738
- Kanzel aus dem Jahr 1670 von einem unbekannten Meister[3]
- Das kleine Schiff über dem Mittelgang erinnert an die Bewahrung des Kirchspiels vor der großen Flut

## Grabplatten

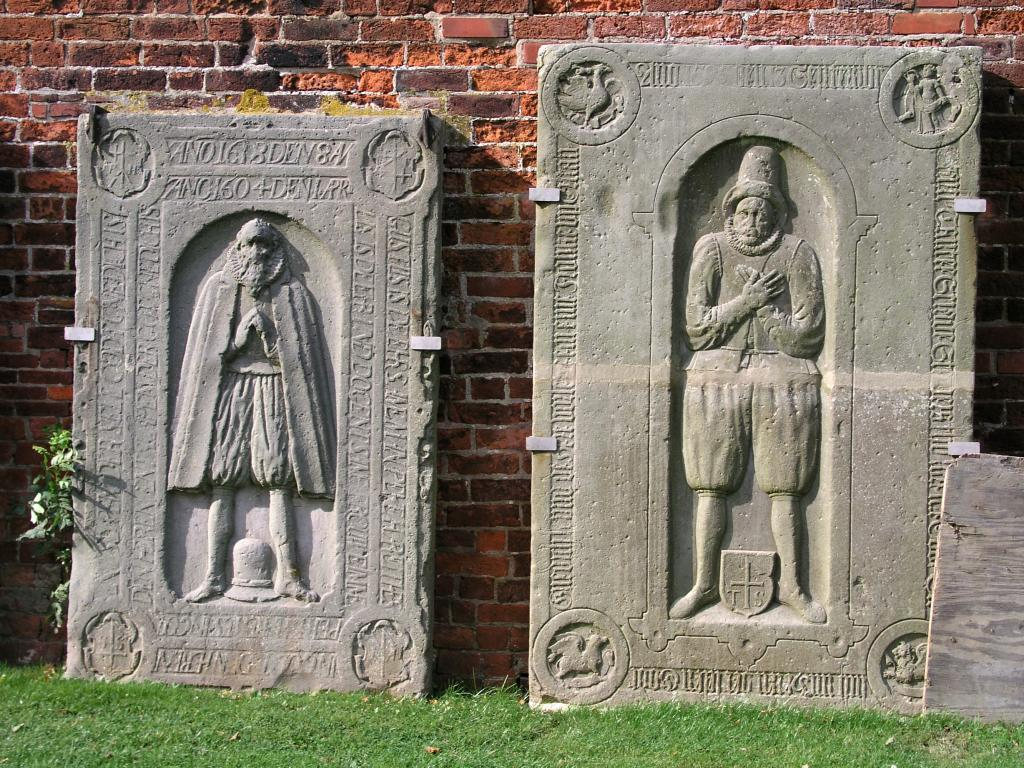
Grabplatten

Auf dem Kirchhof sind zwei Grabplatten aus dem 16./17. Jahrhundert aufgestellt. Sie zeigen figürliche Darstellungen. Der linke Stein trägt die Jahreszahlen 1618 (oben) und 1604 (unten), der rechte 1595.